# Калоча
Калоча (венг. Kalocsa) — город в медье Бач-Кишкун в Венгрии. Город занимает площадь 53,18 км², на которой проживает 18 187 жителей. Калоча расположена на левом берегу Дуная, в 5 километрах от самой реки.

## История
Калоча — один из старейших городов Венгрии, и на протяжении истории имел существенно большее значение, чем в настоящее время. В период христианизации Венгрии около 1000 года королём Иштваном Святым здесь было основано архиепископство, кафедра Калочи — одна из пяти старейших епископских кафедр Венгрии вместе с Эстергомом, Эгером, Веспремом и Печем. В настоящее время Калоча — центр архиепархии Калоча-Кечкемет, одной из четырёх архиепархий-митрополий страны.
В 1405 году Калоча получила права города. Калоча, как и большая часть Венгрии, в XVI веке была завоёвана турками. Подавляющее большинство зданий дотурецкого периода погибло. Ещё один серьёзный урон архитектурному наследию города был нанесён в 1875 году, когда в результате пожара выгорел почти весь город.

## Достопримечательности
- Архикафедральный собор Успения Богоматери
- Архиепископский дворец
- Обсерватория

## Экономика и транспорт
Калоча лежит в центре обширного сельскохозяйственного региона с плодородными почвами. Основные культуры — виноград, паприка, фрукты и лён. В самом городе находится ряд предприятий пищевой промышленности. Калоча стоит на автомобильной трассе № 51 Будапешт — Байя — Сомбор. В город из Кечкемета ведёт тупиковая железнодорожная ветка.

## Население
| Год  | Численность | Численность |
| ---- | ----------- | ----------- |
| 2013 | 16 552      | [ 2 ]       |
| 2014 | 16 393      | [ 3 ]       |
| 2018 | 15 490      | [ 4 ]       |
| 2021 | 14 847      | [ 5 ]       |
| 2022 | 15 013      | [ 6 ]       |
| 2023 | 14 619      | [ 7 ]       |
| 2024 | 14 433      | [ 1 ]       |

## Города-побратимы
- Альтино, Италия (18 сентября 2017)[8]
- Вифлеем, Государство Палестина (15 декабря 2010)[9]
- Кирххайм-унтер-Текк, Германия (5 мая 1990)[10]
- Кристуру-Секуеск, Румыния (3 ноября 2000)[11]
- Кула, Сербия (25 июня 2010)[12]
- Полярные Зори, Россия (2019)[13]
- Тотана, Испания (14 июля 2005)[14]